# Hospital Municipal Maternidade-Escola Vila Nova Cachoeirinha
O Hospital Municipal Maternidade-Escola Vila Nova Cachoeirinha Dr.Mário de Moraes Altenfelder Silva é uma unidade de saúde pública situada no distrito de Cachoeirinha, na zona norte de São Paulo.

## História
Em 1968 a prefeitura de São Paulo lançou um concurso de Anteprojetos para uma nova unidade de saúde no bairro Vila Nova Cachoeirinha. O trabalho vencedor foi o da equipe liderada pelo arquiteto Siegbert Zanettini. Suas obras foram iniciadas em fins de 1968, conduzidas pelas construtoras Azevedo e Travassos e Engenharia Badra Ltda e concluídas em maio de 1972. 
Porém, a abertura do hospital se deu apenas em 1 de dezembro de 1972, na gestão de Figueiredo Ferraz. No dia 7 de dezembro foi efetuado o primeiro parto da maternidade. Em 2011 foram realizados 6938 partos em sua maternidade (uma média de 19 por dia).
Em 24 de junho de 2020 o hospital se tornou o primeiro da rede pública municipal a sediar uma Cirurgia fetal.

## Características
Erguido numa área de 120 mil m2, o complexo hospitalar possui 8500 m2 de área construída, distribuídos em dois blocos retangulares de 22m x 60 m (chamados Central e Extremo) de dois pavimentos, ligados por rampas, localizadas nos seus extremos.
No Bloco Central está localizada em seu andar térreo a administração do hospital, serviços gerais, vestiários, almoxarifado, etc. No seu pavimento superior, foi implantado o centro obstétrico (maternidade) e equipamentos auxiliares.
Nos dois pavimentos do bloco extremo estão instaladas enfermarias, berçário e um posto de saúde.
O hospital possui 90 leitos. Seu projeto foi premiado com o 1° lugar na categoria de projetos de edifícios para fins de saúde no Prêmio de Arquitetura do Instituto de Arquitetos do Brasil (IAB-SP) de 1971, tornando-se um marco na arquitetura hospitalar brasileira ao empregar elementos modernistas em sua concepção.
Por conta de sua importância para a arquitetura nacional, o Conpresp tombou o hospital através da Resolução n° 29/2018.

## Patrono
Mário de Moraes Altenfelder Silva foi advogado e professor, ocupando diversos cargos na prefeitura e no estado como presidente da Fundação Nacional do Bem-Estar do Menor (Funabem), secretário de bem estar social do estado de São Paulo, secretário municipal da saúde de São Paulo, além de provedor da Santa Casa de Misericórdia de São Paulo.